# Aya Takano
Aya Takano (タカノ綾 Takano Aya?) (Saitama, 22 de diciembre de 1976) es una pintora japonesa, artista del Superflat, una mangaka y escritora de ciencia ficción. Aya Takano es representada por Kaikai Kiki, el estudio de producción artística creado en 2001 por Takashi Murakami.

## Trayectoria
Takano nació en Saitama, Japón. Pasó su infancia leyendo de la biblioteca de su padre, en la que había muchos libros sobre ciencias naturales y ciencia ficción. Los animales exóticos y los fenómenos geográficos puestos en escena en un ambiente urbano son temas comunes en su obra y pretenden mostrar la yuxtaposición entre el futuro y la fantasía. Takano citó en un documental realizado por la Galerie Emmanuel Perrotin que siempre estuvo fascinada por las formas inusuales de la naturaleza y la vida animal y desea que estén representadas en su trabajo.
Otra influencia temprana en la vida de Takano fue Osamu Tezuka  que tuvo un impacto duradero en su percepción onírica del mundo. Cita en el libro Drop Dead Cute de Ivan Vartanian que, hasta que cumplió los diecinueve años, creía que todo lo que encontraba en los libros formaba parte de la realidad. Takano afirma que aún de vez en cuando se imagina que posee la capacidad de volar y en ese preciso momento no le interesan las preocupaciones terrenales. 
En el año 2000, se graduó como licenciada en la Universidad de Arte de Tama en Tokio y, poco después, se convirtió en asistente del artista contemporáneo japonés Takashi Murakami, el fundador del movimiento artístico Superflat. Murakami se convirtió en su primer mentor, lo que ayudó bastante a su carrera.
Murakami buscaba crear una comunidad de jóvenes artistas con ideas afines que quisieran ser parte del estilo Superflat. Este movimiento trata de enfatizar la bidimensionalidad de las figuras (visto regularmente en el manga y el anime japonés) al tiempo que expone de manera sincrónica los fetiches del consumismo japonés. Con base en las ideas de este movimiento creó Kaikai Kiki Co., un grupo donde cinco de los siete miembros son mujeres.
En la década de los 80s, el aspecto de las niñas prepúberes se convirtió en el objeto principal de consumo en la sociedad japonesa. Esta infantilización y cosificación del cuerpo femenino se vio con mayor intensidad en la cultura otaku. Artistas japonesas como Takano buscan reinventar y guiar la cultura otaku a través de una perspectiva femenina. Takano en particular está interesada en representar cómo el futuro afectará el rol de heroína femenina en la sociedad. Sus figuras, a menudo andróginas, flotan a través de sus realidades alternativas ya sea parcialmente vestidas o completamente desnudas. Takano niega que esté tratando de revelar algo específico sobre el sexo, sino que, con los cuerpos delgados, las cabezas bulbosas y los ojos grandes, está tratando de enfatizar la abstracción temporal de sus figuras de la edad adulta; se supone que el enrojecimiento en las articulaciones de sus personajes, como los codos, las rodillas y los hombros, transmite que todavía están involucrados en un proceso de crecimiento, mental y físico. Las visiones lúdicas y ambiguas de Takano sobre el futuro, especialmente aquella que gira en torno a lo femenino, le sirven como una forma de crear su propia mitología, libre de las cadenas de la realidad. 
Está representada por la Galerie Perrotin, en Hong Kong y París.